# Chlorochlamys desolataria
Chlorochlamys desolataria là một loài bướm đêm trong họ Geometridae.